# Dominique Weesie
Dominicus Jacobus (Dominique) Weesie (Rotterdam, 12 oktober 1969) is een Nederlandse journalist en oprichter van de weblog GeenStijl, en oprichter en voorzitter van omroepvereniging PowNed.

## Biografie
Na de havo aan het Krimpenerwaard College studeerde Dominique Weesie vanaf 1988 aan de School voor Journalistiek in Utrecht. Als stagiair werkte hij tussen 1991 en 1993 bij het Rotterdams Dagblad. Na 1991 werkte Weesie als politiek verslaggever bij De Telegraaf tot 2006. Zijn studie bleef onvoltooid.

### GeenStijl
In 2003 begon Weesie gezamenlijk met Telegraaf-collega Romke Spierdijk een weblog, dat uitgroeide tot de huidige website GeenStijl. Op deze website publiceerde hij onder zijn pseudoniem Fleischbaum. Tot 2009 was Weesie algemeen directeur en hoofdredacteur van GeenStijl.

### PowNed
In 2009 richtte Weesie omroepvereniging PowNed (Publieke Omroep Weldenkend Nederland En Dergelijke) op, die vanaf 6 september 2010 zendtijd kreeg. Hierin functioneert hij als voorzitter en presenteerde het actualiteitenprogramma PowNews tot eind 2014. En tussen 2015-2016 verleende hij wekelijks zijn medewerking aan Studio PowNed.

## Onderscheiding
Op 26 januari 2011 werd Weesie door de stichting Dutch Bloggies uitgeroepen tot blogger van het decennium. De jury was van mening dat hij een belangrijke stempel had gedrukt op het bloggen in Nederland.